# Dotsie Bausch
Dotsie Bausch (Lexington, Kentucky, 6 maart 1973) is een Amerikaanse wielrenster en voormalig model. Tijdens haar carrière als model leed Bausch aan verschillende eetstoornissen en had ze een cocaïneverslaving. Tijdens haar herstel ontdekte Bausch haar passie voor het wielrennen.
Bausch heeft zes nationale titels en twee Pan-Amerikaanse titels gewonnen. Op de Olympische Zomerspelen van 2012 in Londen behaalde ze de zilveren medaille op het onderdeel ploegenachtervolging, een onderdeel waarop ze een voormalig wereldrecord houdster is samen met Sarah Hammer en Lauren Tamayo.

## Palmares

### Baan
2007
- Amerikaans kampioenschap achtervolging
- Amerikaans kampioenschap ploegenachtervolging (met Sarah Hammer en Jennie Reed)

2008
- Pan-Amerikaans kampioenschap achtervolging

2010
- Pan-Amerikaans kampioenschap ploegenachtervolging (met Sarah Hammer en Lauren Tamayo)

2011
- Amerikaans kampioenschap ploegenachtervolging (met Sarah Hammer en Jennie Reed)
- Wereldkampioenschap ploegenachtervolging (met Sarah Hammer en Jennie Reed)

2012
- Olympische Zomerspelen 2012, ploegenachtervolging (met Sarah Hammer en Jennie Reed)

### Weg
2005
- Eindklassement Tour of Murietta

2006
- 3e etappe Tour of the Gila
- 3e etappe Mount Hood Classic
- 4e etappe Mount Hood Classic

2007
- 1e etappe Geelong Tour
- Pan-Amerikaans kampioenschap tijdrijden